# Paranemastoma perfugium
Espèce
Synonymes
- Nemastoma perfugium Roewer, 1951

Paranemastoma perfugium est une espèce d'opilions dyspnois de la famille des Nemastomatidae.

## Distribution
Cette espèce est endémique de Toscane en Italie. Elle se rencontre sur l'île d'Elbe.

## Description
Le mâle holotype mesure 3,5 mm et la femelle paratype 5 mm.

## Systématique et taxinomie
Cette espèce a été décrite sous le protonyme Nemastoma perfugium par Roewer en 1951. Elle est placée dans le genre Paranemastoma par Schönhofer en 2013.

## Publication originale
- Roewer, 1951 : « Über Nemastomatiden. Weitere Weberknechte XVI. » Senckenbergiana, vol. 32, p. 95–153.